# Informatyka środowiskowa
Informatyka środowiskowa – interdyscyplinarna dziedzina informatyki zajmująca się zastosowaniem technologii informacyjno-komunikacyjnych do monitorowania, analizy, modelowania oraz ochrony środowiska. Łączy metody informatyczne z naukami o Ziemi, ekologią, inżynierią środowiska i rolnictwem precyzyjnym, wspierając podejmowanie decyzji w gospodarowaniu zasobami naturalnymi.

## Początki informatyki środowiskowej
Informatyka środowiskowa zaczęła kształtować się w Europie Środkowej na początku lat 90. XX wieku jako odpowiedź na rosnącą potrzebę skutecznego przetwarzania informacji związanych z ochroną środowiska. Jej rozwój był możliwy dzięki dynamicznemu postępowi technologii informacyjnych, które umożliwiły efektywne gromadzenie, przetwarzanie i udostępnianie dużych ilości danych środowiskowych.
Początki organizacyjne tej dyscypliny wiążą się z działalnością niemieckiej grupy roboczej „Informatyka w ochronie środowiska” działającej w ramach Gesellschaft für Informatik
. Kluczową rolę w umiędzynarodowieniu i rozwoju dziedziny odegrały także cykliczne konferencje naukowe, takie jak International Symposium on Environmental Software Systems (ISSES) oraz ECO-INFORMA, które przyczyniły się do nadania informatyce środowikowej statusu interdyscyplinarnej i międzynarodowej dziedziny badawczej.

## Obszary zastosowań
Zarządzanie danymi przestrzennymi – za pomocą systemów informacji geograficznej (GIS), takich jak QGIS czy ArcGIS, tworzy się cyfrowe mapy wspierające planowanie przestrzenne, kartowanie siedlisk przyrodniczych, ocenę ryzyka powodziowego czy zarządzanie zasobami naturalnymi.
Zdalny monitoring środowiska – integracja danych satelitarnych, pochodzących m.in. z programu Copernicus (misje Sentinel-2) oraz danych z czujników Internetu Rzeczy (IoT) umożliwia bieżące śledzenie zmian środowiskowych: pokrycia terenu, jakości powietrza, zagrożenia suszą.
Modelowanie matematyczne i symulacje komputerowe – nowoczesne modele środowiskowe pozwalają na prognozowanie zmian klimatu, analizę emisji oraz ocenę wpływu działalności człowieka na ekosystemy i bioróżnorodność.
Systemy wczesnego ostrzegania – rozwój inteligentnych systemów alarmowych, które integrują dane meteorologiczne, hydrologiczne i satelitarne umożliwiają szybkie reagowanie na zagrożenia takie jak powodzie, pożary i susze.
Rozwój aplikacji mobilnych i platform edukacyjnych – informatyka środowiskowa wspiera rozwój narzędzi cyfrowych służących edukacji ekologicznej. Aplikacje umożliwiają m.in. zgłaszanie zagrożeń środowiskowych czy monitorowanie jakości powietrza, a platformy e-learningowe wspierają zdalne nauczanie o klimacie i zrównoważonym rozwoju.

## Kształcenie
Informatyka środowiskowa jest rozwijającym się obszarem kształcenia akademickiego, funkcjonującym jako samodzielny kierunek lub specjalność w ramach studiów z zakresu informatyki, inżynierii środowiska lub nauk przyrodniczych. Programy studiów łączą zagadnienia z zakresu systemów informacji geograficznej (GIS), programowania, modelowania danych środowiskowych, statystyki oraz podstaw nauk o Ziemi i ekologii. Studia w tym zakresie oferowane są m.in. w Stanach Zjednoczonych, Australii, Danii, Niemczech oraz Polsce, odpowiadając na zapotrzebowanie rynku pracy na specjalistów analizujących dane środowiskowe z wykorzystaniem technologii informacyjnych.